# Saison 7 de Charmed
Chronologie
Saison 6 Saison 8
Cet article présente le guide des épisodes de la septième saison de la série télévisée américaine Charmed.

## Distribution

### Acteurs principaux
- Alyssa Milano (VF : Magali Barney) : Phoebe Halliwell
- Rose McGowan (VF : Véronique Soufflet) : Paige Matthews Halliwell
- Holly Marie Combs (VF : Dominique Vallée) : Piper Halliwell
- Brian Krause (VF : Benoît DuPac) : Leo Wyatt
- Dorian Gregory (VF : Antoine Tomé) : Darryl Morris (10 épisodes)

### Acteurs récurrents
- James Read (VF : Jean Barney) : Victor Bennett (épisodes 3 et 22)
- Jennifer Rhodes (VF : Sylvie Genty) : Penny Halliwell (épisode 3)
- Finola Hughes (VF : Marie-Martine Bisson) : Patty Halliwell (épisode 3)
- Jenya Lano (VF : Dominique Westberg) : Inspecteur Sheridan (épisodes 1, 4, 10, 14, 19, 21 et 22)
- Rebecca Balding (VF : Marie-Martine) : Elise Rothman (épisodes 1, 12, 13, 15, 17 et 19)
- Nick Lachey (VF : Damien Boisseau) : Leslie St Claire[1](épisodes 1 à 6)
- Charisma Carpenter (VF : Malvina Germain) : Kyra, La Prophétesse (épisodes 3, 5 et 10)
- Kerr Smith (VF : Hervé Rey) : Kyle Brody (épisodes 4 à 13)
- Oded Fehr (VF : Bruno Carna) : Zankou (10 épisodes)
- Drew Fuller (VF : Yoann Sover) : Chris Halliwell (épisode 7)
- Billy Zane (VF : Pierre Tessier) : Drake Robin (épisodes 14 à 16)
- Julian McMahon (VF : Arnaud Arbessier) : Cole Turner[2](épisode 16)
- Billy Drago (VF : Jean-Pierre Moulin) : Démon Barbas (épisode 1)
- Wes Ramsey : Wyatt Halliwell (épisode 20)
- Simon Templeman : L'Ange de la Mort (épisode 5)
- Sandra Prosper (en) (VF : Barbara Beretta) : Sheila Morris (épisodes 21 et 22)

## Épisodes

### Épisode 1:Ensorcelés
- États-Unis : 12 septembre 2004 sur The WB[3]
- Canada : 18 septembre 2004 sur CTV
- France : 4 décembre 2004 sur M6
- Québec : 27 août 2007 sur VRAK.TV[4]

- Nick Lachey (Leslie St. Claire)
- Billy Drago (Barbas)
- Rebecca Balding (Elise Rothman)
- Jenya Lano (Inspecteur Sheridan)
- James L. Avery Sr. (Zola)
- Hawthorne James (Démon Guérisseur)
- Betsy Randle (Mme. Winterbourne)
- Branscombe Richmond (Démon)
- Eddie Matos (Ambulancier)
- Amanda Sickler (Sophie)
- Jason Simmons et Kristopher Simmons (Wyatt Halliwell)

Il s'agit de la dernière apparition de Barbas qui est vaincu pour la dernière fois par les sœurs Halliwell.
Cet épisode, a été diffusé en France sur M6 en prime-time deux fois: une première fois le 4 décembre 2004, et une seconde fois le 27 août 2005, pour accompagner le reste de la diffusion de la saison 7 et éviter de perdre les téléspectateurs.

### Épisode 2:À l'école de la magie
- États-Unis : 19 septembre 2004 sur The WB
- France : 11 décembre 2004 sur M6
- Québec : 3 septembre 2007 sur VRAK.TV

- Nick Lachey (Leslie St. Claire)
- Kristen Miller (Lady Godiva)
- Maury Sterling (Lord Dyson)
- Blake Bashoff (Duncan)
- Elizabeth Dennehy (Sandra)
- John de Lancie (Odin)
- Jason Simmons et Kristopher Simmons (Wyatt Halliwell)

Dans cet épisode, Piper « brise le quatrième mur » lorsqu'elle s'adresse à Lady Godiva en lui disant : « C'est une série qu'on regarde en famille, il y a des enfants devant la télé. ».

### Épisode 3:Frères ennemis
- États-Unis : 26 septembre 2004 sur The WB
- France : 18 décembre 2004 sur M6
- Québec : 10 septembre 2007 sur VRAK.TV

- Nick Lachey (Leslie St. Claire)
- James Read (Victor Bennett)
- Jennifer Rhodes (Penny Halliwell)
- Finola Hughes (Patty Halliwell)
- Tac Fitzgerald (Ben)
- Charisma Carpenter (Kyra)
- Jason Simmons et Kristopher Simmons (Wyatt Halliwell)

### Épisode 4:La Malédiction du pirate
- États-Unis : 3 octobre 2004 sur The WB
- France : 3 septembre 2005 sur M6
- Québec : 17 septembre 2007 sur VRAK.TV

- Nick Lachey (Leslie St. Claire)
- Jenya Lano (Inspecteur Sheridan)
- John Richard Todd (Fondateur)
- Shelby Fenner (Carly)
- Michael E. Rodgers (Reznor)
- Kerr Smith (Kyle Brody)
- James Patric Moran (Capitain)
- Harve Presnell (Capitain vieux)
- Bre Blair (Brenda Castillo)
- Gloria Leroy (Brenda Castillo vieille)
- Donna Hardy (Paige vieille)
- Jason Simmons et Kristopher Simmons (Wyatt Halliwell)

### Épisode 5:La mort lui va si bien
- États-Unis : 10 octobre 2004 sur The WB
- France : 3 septembre 2005 sur M6
- Québec : 24 septembre 2007 sur VRAK.TV

- Nick Lachey (Leslie St. Claire)
- Simon Templeman (Ange de la Mort)
- Zack Ward (Sirk)
- Michael Milhoan (Arthur Casey)
- Ely Pouget (Harriet Casey)
- Kerr Smith (Kyle Brody)
- Charisma Carpenter (Kyra)

- Phoebe récupère son pouvoir de prémonitions dans cet épisode.
- Le titre de l'épisode ainsi que le trou dans le ventre de l'innocent font référence au film La mort vous va si bien.
- Tout comme Michael Myers dans Halloween, le démon cherche à éliminer l'intégralité des membres de sa famille.

### Épisode 6:Lune bleue
- États-Unis : 17 octobre 2004 sur The WB
- France : 10 septembre 2005 sur M6
- Québec : 1er octobre 2007 sur VRAK.TV

- Nick Lachey (Leslie St. Claire)
- Joel Swetow (Alpha)
- Patrice Fisher (Beta)
- Ian Anthony Dale (Gamma)
- T.J. Thyne (Danny)
- John Ross Bowie (Marcus)
- John de Lancie (Odin)
- Kerr Smith (Kyle Brody)
- Treva Etienne (Démon)
- Jason Simmons et Kristopher Simmons (Wyatt Halliwell)

### Épisode 7:Avatar
- États-Unis : 31 octobre 2004 sur The WB
- France : 10 septembre 2005 sur M6
- Québec : 8 octobre 2007 sur VRAK.TV

- Drew Fuller (Chris Halliwell Adulte)
- Neil Hopkins (Sarpedon)
- Peter Woodward (Aku)
- Joel Swetow (Alpha)
- Ian Anthony Dale (Gamma)
- Kerr Smith (Kyle Brody)
- Jason Simmons et Kristopher Simmons (Wyatt Halliwell)

### Épisode 8:Roman noir
- États-Unis : 14 novembre 2004 sur The WB
- France : 17 septembre 2005 sur M6
- Québec : 15 octobre 2007 sur VRAK.TV

- Bug Hall (Eddie Mullen)
- Joel Swetow (Alpha)
- Patrice Fisher (Beta)
- Al Sapienza (Johnny)
- Ann Cusack (Miss Donovan)
- Michael Lee Gogin (M. Monkeyshines)
- Beverly Sanders (Mme. Mullen)
- Chris Diamantopoulos (Davis)
- Sal Landi (Lieutenant Snyder)
- Kerr Smith (Kyle Brody)
- Dennis Flanagan (Dan Mullen)

### Épisode 9:Le Prix de la vérité
- États-Unis : 21 novembre 2004 sur The WB
- France : 17 septembre 2005 sur M6
- Québec : 22 octobre 2007 sur VRAK.TV

- Joel Swetow (Alpha)
- Patrice Fisher (Beta)
- Kevin Alejandro (Malvock)
- Brad Hawkins (Vassen)
- Elizabeth Dennehy (Sandra)
- Kerr Smith (Kyle Brody)
- Jason Simmons et Kristopher Simmons (Wyatt Halliwell)

### Épisode 10:Démons et merveilles
- États-Unis : 28 novembre 2004 sur The WB
- France : 24 septembre 2005 sur M6
- Québec : 29 octobre 2007 sur VRAK.TV

- Oded Fehr (Zankou)
- Joel Swetow (Alpha)
- Patrice Fisher (Beta)
- Ian Anthony Dale (Gamma)
- John de Lancie (Odin)
- Jenya Lano (Inspecteur Sheridan)
- Charisma Carpenter (Kyra)
- Kerr Smith (Kyle Brody)
- Ryan Bradford Hanson (Wyatt Halliwell jeune)
- Jason Simmons et Kristopher Simmons (Wyatt Halliwell)

Les avatars insistent pour que Léo protège la Prophétesse car elle a des informations qui pourraient les aider à détruire les démons. La Prophétesse partage avec Phoebe une vision d'un futur dans lequel il n'y a pas de démons, conduisant les sœurs à envisager que les Avatars sont peut-être bons, et laissant à Léo l'opportunité de devenir un Avatar. Pendant ce temps, pour que la Prophétesse arrête de les dénoncer, les démons libèrent Zankou, le démon le plus puissant de l'Enfer (que la Source a banni quand il a accédé au trône). L'agent Brody partage son sombre secret avec Paige, ce qui les lie plus étroitement. Phoebe et Morris deviennent plus suspicieux envers l'Agent Brody lorsqu'ils retrouvent l'agent Shéridan. A la fin de l'épisode, Kyra sera malheureusement tuée par Zankou ayant pris l'apparence de Phoebe pour l'approcher. Attristées les sœurs demanderont à Léo de rencontrer les Avatars.
Note : Cet épisode marque la première apparition de Zankou, le Démon que la Source a banni après avoir gagné la Bataille qui lui avait permis d'accéder au Pouvoir.

### Épisode 11:Un nouveau monde
- États-Unis : 16 janvier 2005 sur The WB
- France : 24 septembre 2005 sur M6
- Québec : 5 novembre 2007 sur VRAK.TV

- Oded Fehr (Zankou)
- Max Perlich (Laygan)
- Joel Swetow (Alpha)
- Patrice Fisher (Beta)
- Jon Hamm (Jack Brody)
- Jessica Steen (Ruth Brody)
- Brian Howe (Ronny)
- Anne Dudek (Denise)
- Bruce Gray (Kheel)
- Elizabeth Dennehy (Sandra)
- T Lopez (Allison)
- Peter Woodward (Aku)
- Kerr Smith (Kyle Brody)

### Épisode 12:Charmageddon,1repartie
- États-Unis : 23 janvier 2005 sur The WB
- France : 1er octobre 2005 sur M6
- Québec : 12 novembre 2007 sur VRAK.TV

- Oded Fehr (Zankou)
- Max Perlich (Laygan)
- Joel Swetow (Alpha)
- Patrice Fisher (Beta)
- Ian Anthony Dale (Gamma)
- Rebecca Balding (Elise Rothman)
- Kerr Smith (Kyle Brody)

Les sœurs Halliwell sont toujours après Zankou. Brody est retenu prisonnier dans sa tanière et accuse les démons d'être des meurtriers. Beaucoup plus tard, le monde semble être devenu tel que le prédisaient les Avatars : un monde amical et chaleureux. Brody s'associe avec Zankou pour tuer les Avatars, car il estime qu'un monde sans démons ne peut fonctionner. Il utilisera aussi une potion sur Paige pour rendre les sœurs paranoïaques.

### Épisode 13:Charmageddon,2epartie
- États-Unis : 30 janvier 2005 sur The WB
- France : 1er octobre 2005 sur M6
- Québec : 19 novembre 2007 sur VRAK.TV

- Oded Fehr (Zankou)
- Max Perlich (Laygan)
- Joel Swetow (Alpha)
- Ian Anthony Dale (Gamma)
- Rebecca Balding (Elise Rothman)
- Kerr Smith (Kyle Brody)
- Jason Simmons et Kristopher Simmons (Wyatt Halliwell)

Lors de la scène où Phoebe se remémore tous les deuils, on aperçoit le visage de Prue, pleurant alors la mort de Piper, extrait de l’épisode Adieux de la saison 3. Même si elle n’est pas clairement identifiable, c’est la seule et unique fois que Shannen Doherty réapparaît dans la série depuis son départ.
À l’origine, le visage de Prue était coupé par le formatage 4:3.
Ce n’est qu’après la remasterisation de la série et le passage au format 16/9, plus large que le 4:3, que son visage devient visible.
La scène où apparait Prue n'existe pas (plus) dans certaines versions. Par exemple sur Prime Vidéo.
Les Avatars sont vaincus dans cet épisode.

### Épisode 14:Un prof d'enfer
- États-Unis : 13 février 2005 sur The WB
- France : 8 octobre 2005 sur M6
- Québec : 26 novembre 2007 sur VRAK.TV

- Sebastian Roché (Le Sorcier)
- Ann Cusack (Miss Donovan)
- Jenya Lano (Inspecteur Sheridan)
- Kurt Fuller (John Norman)
- Billy Zane (Drake)
- Elizabeth Dennehy (Sandra)
- Bruce Gray (Kheel)

### Épisode 15:Tout feu tout flamme
- États-Unis : 20 février 2005 sur The WB
- France : 8 octobre 2005 sur M6
- Québec : 3 décembre 2007 sur VRAK.TV

- David Anders (Comte Roget)
- Rebecca Balding (Elise Rothman)
- Charlie Robinson (Mike)
- Lisa Arturo (Cameron)
- Billy Zane (Drake)
- Kristen Ariza (Marie)
- Muttalib J. Ibrahim (George)
- Jim Cody Williams (Toulouse)
- Jason Simmons et Kristopher Simmons (Wyatt Halliwell)

Lorsque Phoebe retourne dans le présent, Piper la teste pour savoir s'il s'agit vraiment d'elle, en demandant quel est son deuxième prénom. Phoebe répond que le deuxième prénom de Piper est "Starley".

### Épisode 16:Sept ans de réflexion
- États-Unis : 10 avril 2005 sur The WB
- France : 15 octobre 2005 sur M6
- Québec : 10 décembre 2007 sur VRAK.TV

- Julian McMahon (Cole Turner)
- Kathleen Wilhoite (Nadine)
- John de Lancie (Odin)
- Elizabeth Dennehy (Sandra)
- Billy Zane (Drake Robin)
- Jason Simmons et Kristopher Simmons (Wyatt Halliwell)

Léo redevient un être humain avec tout ce que cette condition implique.
C'est la dernière apparition de Cole et Drake.
Piper pardonne à Cole dans cet épisode.

### Épisode 17:Sorcier en herbe
- États-Unis : 17 avril 2005 sur The WB
- France : 22 octobre 2005 sur M6
- Québec : 17 décembre 2007 sur VRAK.TV[5]

- Oded Fehr (Zankou)
- Rebecca Balding (Elise Rothman)
- Mailon Rivera (Craven)
- Peter Siragusa (Bauer, journaliste)
- Patrick Bristow (Jordan, journaliste)
- Jason Simmons et Kristopher Simmons (Wyatt Halliwell)

- Paige abandonne son poste de directrice de l'école de magie que Léo reprend avec modestie.
- Le groupe Collective Soul joue au P3 dans cet épisode.

### Épisode 18:La Petite Boîte des Horreurs
- États-Unis : 24 avril 2005 sur The WB
- France : 29 octobre 2005 sur M6
- Québec : 7 janvier 2008 sur VRAK.TV

- Brooke Nevin (Espérance)
- Elizabeth Dennehy (Sandra)
- Michelle Hurd (Katya)
- Hayley DuMond (Nina)
- Shani Pride (Darcy)
- Steve Bean (Roger)
- Stacy Barnhisel (Linda)
- Greg Lindsay (Trey)
- Sammi Hanratty (Wendy)
- Jason Simmons et Kristopher Simmons (Wyatt Halliwell)

### Épisode 19:Le Corps du délit
- États-Unis : 1er mai 2005 sur The WB
- France : 5 novembre 2005 sur M6
- Québec : 14 janvier 2008 sur VRAK.TV

- Seamus Dever (Mitchell Haines)
- Jenya Lano (Inspecteur Sheridan)
- Suzanne Krull (Imara)
- Eric Winzenried (Lantos)
- Alan Wilder (en) (Dr. Randall)
- Rebecca Balding (Elise Rothman)
- Jason Simmons et Kristopher Simmons (Wyatt Halliwell)

### Épisode 20:La Main sur le berceau
- États-Unis : 8 mai 2005 sur The WB
- France : 12 novembre 2005 sur M6
- Québec : 21 janvier 2008 sur VRAK.TV

- Wes Ramsey (Wyatt Halliwell Adulte)
- Marcus Chait (Vicus)
- Billy Kay (Hugo)
- Christina Carlisi (Professeur Slotkin)
- Jason Simmons et Kristopher Simmons (Wyatt Halliwell)

Les sœurs Halliwell découvrent que le nouvel ami "imaginaire" du petit Wyatt est en fait le démon Vicus, qui essaye de gagner la confiance de Wyatt pour le rendre maléfique. Piper récite une formule afin d'être en mesure de comprendre son fils mais par inadvertance, elle amène le Wyatt du futur, âgé de 25 ans. Quand Vicus lance une malédiction sur bébé Wyatt, les conséquences parviennent immédiatement jusqu'au futur Wyatt, qui se transforme physiquement en une version plus maléfique de lui-même.

### Épisode 21:Derniers Maux,1repartie
- États-Unis : 15 mai 2005 sur The WB
- France : 19 novembre 2005 sur M6
- Québec : 28 janvier 2008 sur VRAK.TV

- Oded Fehr (Zankou)
- Jenya Lano (Inspecteur Sheridan)
- John Kassir (L'Alchimiste)
- Sandra Prosper (Sheila Morris)
- Keith Diamond (Reece Davidson)
- Colin Egglesfield (Tim Cross)
- Laura Regan (Joanna)
- Jason Simmons et Kristopher Simmons (Wyatt Halliwell)

### Épisode 22:Derniers Maux,2epartie
- États-Unis : 22 mai 2005 sur The WB
- France : 26 novembre 2005 sur M6
- Québec : 4 février 2008 sur VRAK.TV

- Oded Fehr (Zankou)
- Jenya Lano (Inspecteur Sheridan)
- James Read (Victor Bennett)
- Sandra Prosper (Sheila Morris)
- Elizabeth Dennehy (Sandra)
- Glenn Morshower (Agent Keyes)
- Jacqui Maxwell (Reine des vampires)
- Danneel Harris (Paige Halliwell)
- Danielle Savre (Phoebe Halliwell)
- Becki Newton (Piper Halliwell)
- Agim Kaba (Leo Wyatt)
- Jason Simmons et Kristopher Simmons (Wyatt Halliwell)

- Brad Kern a déclaré avoir écrit cet épisode comme une possible conclusion à la série car il ne savait pas, lorsque l'épisode était en cours d'écriture, si la série serait reconduite pour une saison 8. La nouvelle de la reconduction de la série pour une année supplémentaire était accompagnée d'une baisse budgétaire, car Charmed n'était pas dans le haut du tableau des meilleures audiences. Quoi qu'il en soit, l'équipe est revenue dans les studios pour offrir aux fans une saison 8 pleine de rebondissements et une vraie conclusion à la série.
- En fin d’épisode, Denise, la voisine des sœurs qui avait hérité des pouvoirs de Piper après que celle-ci les a égarés dans l’épisode 11 de cette même saison, est présente dans la foule venue assister à l’assaut du manoir par les forces spéciales.
- Cet épisode marque la dernière apparition dans la série de Dorian Gregory, alias Darryl Morris, présent depuis le tout premier épisode.
- Dans cet épisode les sœurs s'allient à une Reine des Vampires pour pouvoir vaincre Zankou. Elles lui demandent son aide pour tuer Zankou, en échange le Monde Souterrain restera chaotique et elles ne s'attaqueront plus aux siens. Mais la Reine ne viendra pas, car Zankou après avoir volé les pouvoirs de Phoebe avait anticipé leur action et avait déjà vu la Reine. Cependant les sœurs tiendront leur promesse faite à la Reine, elles tueront Zankou et ne s'en prendront plus à elle ni aux siens.